# Simon de Coiffier de Moret
Simon de Coiffier de Moret (ou Simon de Coëffier de Moret) est un homme politique et écrivain français né le 30 mai 1764 à Moulins (Allier) et mort le 3 février 1826 à Amiens (Somme).

## Biographie

### Famille

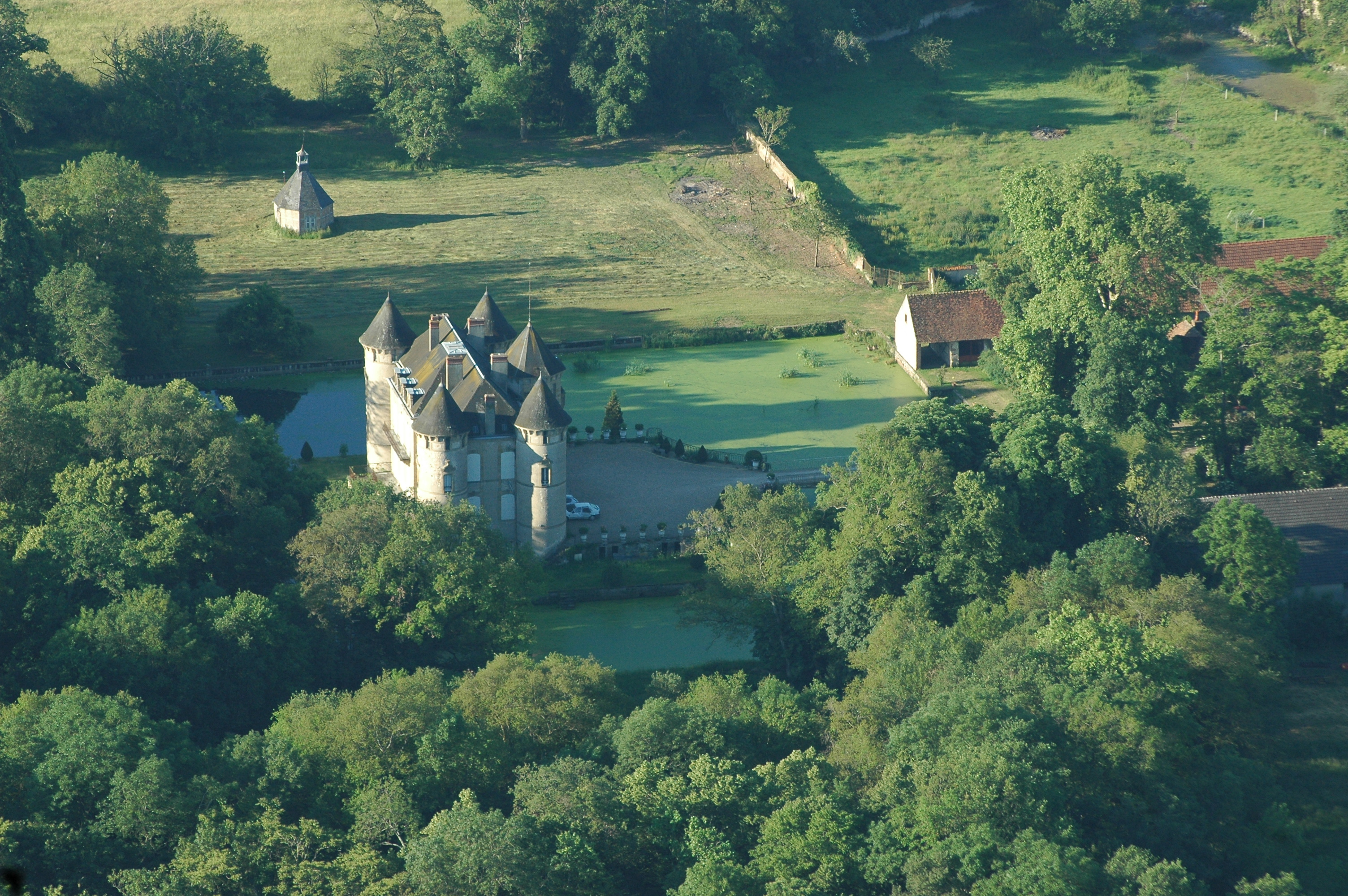
Le château de Demoret, à Trévol (Allier)

Simon de Coiffier Demoret appartient à une branche de la grande famille bourbonnaise des Coëffier, branche moins illustre que celle qui s'est alliée à la famille Ruzé et a donné Antoine Coëffier de Ruzé d'Effiat, maréchal de France, et son fils Cinq-Mars. Sa branche remonte à Nicolas Coëffier, seigneur de La Motte-Mazerier, châtelain de Gannat au milieu du XVIe siècle ; cette branche, anoblie par des charges au bureau des finances de la généralité de Moulins, a possédé la seigneurie de Demoret à Trévol. Son père, Jean Louis (1738-1824), a été chevau-léger de la garde du roi.
De son mariage avec Charlotte Marguerite Madeleine de Besnard, il a eu une fille, Charlotte Louise Simone (1810-1850), qui a épousé Jules de Clinchamp. Leur fille, Berthe de Clinchamp (1833-1911), est connue comme la principale maîtresse du duc d'Aumale.

### Carrière
Officier de dragons au moment de la Révolution, il émigre en Allemagne, et ne rentre en France que sous le Consulat. Auteur de romans et d'études historiques sous l'Empire, il est député de l'Allier de 1815 à 1816, siégeant dans la minorité ministérielle de la Chambre introuvable. Il est nommé recteur de l'Académie d'Amiens en 1816.

## Ouvrages
- Histoire du Bourbonnais et des Bourbons qui l'ont possédé, Paris, Michaud, 1814 et 1816, 2 vol. (en ligne).
- Les Enfants des Vosges, roman, Paris, 1799.
- Le Pèlerin, roman.
- Le Cheveu, roman, Paris, 1808.

## Sources
- « Simon de Coiffier de Moret », dans Adolphe Robert et Gaston Cougny, Dictionnaire des parlementaires français, Edgar Bourloton, 1889-1891 [détail de l’édition]